# هنري ويلسون (لاعب كرة قاعدة)
هنري ويلسون (بالإنجليزية: Henry Wilson)‏ هو لاعب كرة قاعدة أمريكي، ولد في 1876 في بالتيمور في الولايات المتحدة، وتوفي في 15 أبريل 1929.

## وصلات خارجية
- هنري ويلسون على موقعبيزبول رفرنس.كوم (الدوري الرئيسي) (الإنجليزية)
- هنري ويلسون على موقعبيزبول رفرنس.كوم (الدوري الثانوي) (الإنجليزية)